# Zomerkamp (Romeins leger)
In de Romeinse krijgskunst werd een zomerkamp (Latijn: castra aestiva) slechts één of enkele nachten bewoond  en diende als uitvalbasis voor een offensieve oorlogscampagne. Zomerkampen zijn niet zo uitgewerkt als de castra hiberna (winterkampen) of stativa (vaste kampen), maar bieden genoeg bescherming tijdens de zomercampagnes. De eenvoudigste versie was het marskamp (Latijn: castra tumultuaria), bedoeld voor één overnachting. Men gebruikte tenten als onderkomens. Was het de bedoeling enkele dagen in het kamp te verblijven dan werd de bodem onder de tenten uitgegraven om er rechtop in te kunnen staan en het comfort te vergroten. De uitgegraven aarde werd langs de randen van de tent opgeworpen om deze te verstevigen. 

## Beknopte bibliografie
- Y. Le Bohec, art. castra (I 1), in NP2 (1997), klm. 1022 - 1024.
- B. van Daele, Het Romeinse leger, Leuven, 2003.